# VBTP-MR Guarani
VBTP-MR Guarani (порт. Viatura Blindada Transporte de Pessoal – Média de Rodas; «Бронетранспортер среднего колёсного типа») — бронетранспортёр с колесной формулой 6×6, разработанный компанией Iveco и бразильской армией в рамках программы модернизации «Urutu-III», направленная на замену всех бронетранспортёров EE-11 Urutu к 2015 году. Версия VBTP-MR с колёсной формулой 8×8 является основой для бронетранспортёра SuperAV компании Iveco. В программе также приняли участие другие компании, такие как IMBEL (средства связи), Elbit (вооружение), Usiminas и Villares (разработка отечественной баллистической конструкционной стали).

## История
В 1999 году бразильская армия выпустила запрос (ROB № 09/99) на новое семейство боевых бронированных машин для замены EE-9 Cascavel и EE-11 Urutu. Главной особенностью этого нового семейства должна стать его модульная конструкция, позволяющая размещать на одном шасси различные боевые модули, вооружение, датчики и системы связи. Программа разработки также включает версию командно-штабной машины, версию санитарной машины и различные версии машин огневой поддержки, вооружённые миномётами и артиллерийскими системами крупного калибра.
Бразильская армия подписала с компанией Iveco контракт стоимостью около 2,5 млрд евро на поставку бронетранспортёров модели VBTP-MR. Эти машины заменили старый бронетранспортёр Urutu, используемый в вооружённых силах Бразилии. Контракт предусматривал поставку 2044 машин и логистическую поддержку сроком на 20 лет. Поставки начались в 2012 году и должны продолжатся 18 лет.
Существует также вариант машины с колёсной формулой 8×8.

## Варианты
По состоянию на 2021 год у VBTP-MR запланировано несколько вариантов, из которых вариант бронетранспортёра VBTP поступил в производство и на вооружение, а остальные находятся в стадии разработки:
- VBTP (бронетранспортёр)
- VBCI (боевая машина пехоты с 30-мм автопушкой)
- VBE PC (командно-штабная машина)
- VBC-MRT (самоходный миномёт, возможно, 120-мм)
- VBR MR (разведывательная машина со 105-мм пушкой)
- VBE COM (машина связи/управления)
- VBE SOC (бронированная ремонтно-эвакуационная машина)
- VBTE AMB (санитарная машина)
- VBE ENG (инженерная машина)[10]
- VBC AAe (машина ПВО)[11]

### Вооружение
- Боевой модуль UT-30BR компании Elbit Systems, которую будет производить в Бразилии компания AEL Sistemas SA (Aeroeletronica). (30-мм автопушка)
- Боевой модуль REMAX от Ares Aeroespacial e Defesa SA и CTEx. (пулемёт калибра 12,7 мм)
- 120-мм миномёт (вариант самоходного миномёта)
- 105-мм-пушка (разведывательный вариант)
- RBS 70 NG (зенитный вариант)

## На вооружении
Бразилия
Сухопутные войска: 650+
 Гана
Сухопутные войска
 Ливан
Сухопутные войска
 Филиппины
Сухопутные войска